# Pieter Jansz. van Asch
Pieter Jansz. van Asch (1603, Delft - 1678, Delft) est un peintre néerlandais du siècle d'or. Il est connu pour ses peintures de paysages aussi différents que les paysages boisés, les paysages avec rivière, les paysages d'hiver, et les paysages italianisants.

## Biographie
Pieter Jansz. van Asch est né en 1603 à Delft aux Pays-Bas.
Il étudie la peinture auprès de son père Jan van Asch, qui est spécialisé dans la peinture de portrait. Il devient membre de la guilde de Saint-Luc de Delft en 1623. Son style a été influencé par Jan van Goyen, Pieter de Bloot, Jan Both, Joachim Govertsz et Camphuysen.
Le paysage représenté sur l'autoportrait a été acheté par Vermeer, qui l'a représenté sur La femme à la guitare.
Il meurt en 1678 et est enterré le 6 juin 1678 dans l'église Oude Kerk à Delft.

## Œuvres
- Paysage boisé[2], Rijksmuseum, Amsterdam
- Autoportrait[3], Rijksmuseum, Amsterdam
- Paysage avec rivière[4], Rijksmuseum,  Amsterdam
- Paysage, huile sur bois, Musée Jeanne d'Aboville de La Fère
- Bord de canal à Delft, M.N.R., oeuvre récupérée à la fin de la seconde guerre mondiale, dépôt du musée du Louvre, on attente de sa restitution à ses légitimes propriétaires, musée Baron-Martin, Gray (Haute-Saône)